# Apocalisse Z - L'inizio della fine
Apocalisse Z - L'inizio della fine (Apocalipsis Z: El principio del fin) è un film del 2024 diretto da Carles Torrens, basato sul romanzo omonimo del 2008 di Manel Loureiro.

## Trama
A Vigo, un uomo decide di disobbedire agli ordini e di restare a casa insieme con il suo gatto mentre all'esterno si sta scatenando il caos con il diffondersi di un virus che potrebbe minacciare l'intera estinzione della popolazione.

## Distribuzione
Il film è stato distribuito sulla piattaforma Amazon Prime Video dal 31 ottobre 2024.